# ليزا هيويت
ليزا هيويت هي كاتبة غنائية ومغنية كندية، ولدت في 1973.

## وصلات خارجية
- الموقع الرسمي